# Smoke Trees
Smoke Trees (* in Halle als Nils Prenz) ist ein in Stuttgart lebender Musikproduzent.

## Leben
Smoke Trees begann 2002 mit der Produktion eigener Musik. Anfangs produzierte er die Beats für monatlich auf Radio Corax gespielte Freestyle-Rap-Sessions. 2006 zog er aus beruflichen Gründen nach Stuttgart und pausierte zehn Jahre mit der Musikproduktion. Stattdessen ging er seinem Beruf als Grafik-Designer nach. In dieser Zeit war er auch als freier Illustrator tätig und erlangte unter dem Pseudonym „Neoprenz“ Aufmerksamkeit in der Illustrator-Szene. Sein erstes Album Into The Deep (Urban Waves Records), im Frühjahr 2017 auf Vinyl veröffentlicht, und seine zweite Vinyl KOOP (Melting Pot Music), waren jedoch so große Erfolge, dass er seit 2018 hauptberuflich als freier Musikproduzent arbeitet und regelmäßig neue Platten veröffentlicht.

## Diskografie (Auswahl)
- 2017: Into The Deep (Vinyl, Urban Waves Records, Radio Juicy)
- 2017: KOOP with Juan Ríos (Vinyl, Melting Pot Music)
- 2017: Best of Tinder-Dates (Estugarda)
- 2018: Steamer (Vinyl, Urban Waves Records)
- 2018: Irratio (Sichtexot)
- 2019: Dununba (Estugarda)
- 2019: Inhale/Exhale (Vinyl, Estugarda)
- 2019: King Of Hearts (Vinyl, Urban Waves Records)